# 山黄麻属
山黄麻属为乔木或灌木植物的一个属。舊屬榆科，但根據較近期的被子植物種系發生學組（APG）分类系统，已被改劃作大麻科。部分物種與大麻一樣，其植株含有大麻二酚（CBD），因此在南美洲有人種植本屬植物用以提煉在某些國家被視為毒品的CBD，又或試圖利用這特性來製作本來需要使用大麻的草藥。

## 部分物種
该属共有约50种，分布于热带地区；部分物種詳列如下：
- 光叶山黄麻 Trema cannabina
- 山油麻
- 山黄麻
- 狭叶山黄麻
- 异色山黄麻
- 羽脉山黄麻
- 银毛叶山黄麻